# Прапор і герб Берна
Герби та прапори кантону, округу та міста Берн ідентичні, на них як геральдична фігура зображено ведмедя, що йде золотою вулицею.

## Геральдичний опис
Офіційний герб 1944 року говорить: праворуч золота діагональна смуга червоного кольору, вкрита крокуючим чорним ведмедем із червоними кігтями. Такий самий герб описано трохи детальніше для округу Берн у розпорядженні 2016 року: у червоному кольорі золота похила смуга, увінчана крокуючим броньованим, язикатим із червоними загостреними пазурями чорним ведмедем. В іншому поширеному гербі Мюлемана (1977) згадуються язик і кігті, але не стать: червоним кольором зображена золота похила смуга, увінчана чорним ведмедем у червоній броні з червоним язиком. Вважається само собою зрозумілим, що ведмідь має бути чоловічої статі, а його відкрита паща з витягнутим язиком має підкреслювати його захисну здатність.
Вексилологічний опис прапора Берна: «Червоний з косою жовтою смугою, на якій зображений чорний ведмідь, що піднімається, з червоними лапами та язиком».
Прапор і герб ідентичні. Ведмідь йде вгору до жердини. Він ніколи не повинен лежати на спині.
На гербі кантону Берн зображена суверенна корона, на гербі міста Берн — настільна корона. Герб колишнього адміністративного округу Берн з'явився без жодної символіки.

### Кольори

Червоний і чорний бернські кольори також можна використовувати як прапор

Кольори червоний і чорний. Жовтий (або золотий) не є одним із бернських кольорів.
«Зовнішній вигляд кантону Берн», написаний Державною канцелярією кантону Берн і застосовний до кантональної адміністрації, визначає червоний так:
- CMYK (чотириколірний друк): C0 / M100 / Y100 / K0
- Pantone: Pantone 032 °C або U

## Історія
Місто Берн було засновано у 1191 році Бертольдом V Церінгенським. Кажуть, що герцог назвав його на честь ведмедя (німецькою Bär), якого він убив у сусідніх лісах. Тому герб виглядає як «промовистий».
Найстарішим відомим зображенням ведмедя як емблеми міста Берн є міська печатка 1224 року, на якій зображено геральдичного ведмедя, що крокує вгору вправо з піднятою лівою передньою лапою. Вважається, що ведмідь був срібному тлі. Під час битви проти Рудольфа I Габсбурга в 1289 році (битва при Шлосшальде) бернці потрапили в засідку і залишили там частину свого прапора, відірвану ворогом. Щоб «змити ганьбу» відбулася зміна прапора додала червоний колір. Історики Егідій Чуді та Йоганес Штумпф припустили, що червоний колір символізував кров, пролиту за прапор. Жовтий колір, за романтичною версією, замінив білий, щоб продемонструвати честь і престиж міста, змивши образу, а також щоб не віддавати прапор ворогу. Але вексилолог Луї Мюлемман у своїй книзі нагадує, що зміна білого кольору на жовтий «є надзвичайно незвичайним фактом в історії». Він також додає, що жовтий і червоний кольори були кольорами Зарінгенів і що повернення до цих кольорів було б більш ймовірним.
Збереглися монети 1228 року. Найстарішим кольоровим зображенням сучасного герба, що збереглося, є щит кінця 14 століття. Згідно з міськими хроніками, Берн був заснований у 1191 році герцогом Церінгенського Бертольдом V. Згідно з легендою заснування, він назвав місто на честь першої тварини, убитої на полюванні в районі майбутнього міста, — ведмедя. Звідси походить ведмідь як геральдична тварина. З геральдичної точки зору герб Берна — це так званий промовистий герб, герб, який ілюструє відповідну назву.
Геральдичні кольори герба (і банера) вперше були використані в XIV ст. За свідченням хроніста Конрада Юстингера (близько 1420 р.), герб міста Берн існував у XIII ст. у вигляді чорного ведмедя, що крокує вгору (геральдично) праворуч на білому (сріблястому) тлі. Пізніші хроністи Бендіхт Шахтлан і Генріх Дітлінгер (обидва близько 1470 р.) перейняли це у своїх хроніках. Юстінґер пояснював зміну кольорів битвою при Шоссхалде в 1289 році, яку програли бернці, у якій, як кажуть, бернець врятував частину прапора, який був захоплений ворогом. Літописці 16 ст пояснили цю зміну двома різними способами. Згідно з Валерієм Аншельмом (близько 1510 р.), зміна була зроблена за наказом переможного герцога Австрії Рудольфа II, тоді як згідно з Егідієм Чуді (близько 1536 р.), червоний колір сходить до крові, якою, за словами Йоганнеса Штумпфа (1548), на прапорі було зображено ведмедя на червоному тлі, спочатку зі срібною дорогою, яку пізніше змінили на золоту на знак свободи (Берн отримав імперську свободу в 1274).

Найдавніший опис сучасного бернського герба містить так званий Guglerlied з бл.1375 року:
Бернський герб такий прудкий,
Зі смугами трьох кольорів.
Одні з них — червоні, середня — жовта,
І в ній стоїть, не збліднувши,
Ведмідь, дуже чорно забарвлений.
Червоні в нього пазурі;
Він чорніший, ніж вугіллля;
Свою він здобич здобуде.
Відтоді герб Берна більше не змінювався. Після відокремлення міста Берн і кантону Берн у 1831/32 роках герб міста та республіки Берн став кантональним і муніципальним гербом.
Червоний і жовтий кольори (геральдичний: золото) також присутні на гербі герцогів Церінгенів. Міста Бройнлінген, Ноєнбург-ам-Райн і Райнфельден також мають ці кольори у своїх гербах. Однак неможливо довести, що ці кольори безпосередньо пов'язані з гербом міста та кантону Берн.
На бернському військовому прапорі, який часто зустрічається поряд або замість кантонального прапора, зображено безперервний білий хрест на тлі, охоплений червоно-чорним кольорами лівреї. Цей прапор використовувався бернським ополченням у 1703 році. Їх використання в армії було поступово обмежено з появою швейцарського прапора і остаточно припинено в 1865 році в останніх підрозділах ландверу. Громада Берна несе запалений прапор як свій офіційний прапор.
У своїй давній формі бернський герб також є гербом міста Нью-Берн у Північній Кароліні в Сполучених Штатах Америки, заснованого в 1710 році бернським патрицієм Крістофом фон Графенрідом. Хокейний клуб Берн також має кольори та голову ведмедя на своєму логотипі.

## Історичні зв'язки з іншими прапорами

Прапор каліфорнійського ведмедя (1846)

Також можна відзначити схожість між прапором кантону Берн та прапором Каліфорнії. Джон Саттер, другий лейтенант Бернської міліції покинув Бургдорф в Емменталі, щоб у 1834 році приєднатися до Сполучених Штатів, а потім у 1839 році перейшов на узбережжя Тихого океану. Там він заснував форт Саттер і відкрив золото (Каліфорнійська золота лихоманка). 1848 року до нього приєднався його син, Джон Август Саттер, щоб допомогти батькові керувати швейцарською колонією Нова Гельвеція, яка у 1849 році стала містом Сакраменто.
На форті був зображений зелено-біло-червоний триколор, ідентичний мексиканському прапору з червоною зіркою Каліфорнії в центрі. Там же майорів прапор кантону Берн. Під час першої Каліфорнійської республіки в 1846 році Вільям Б. Іде, який жив у форті Саттера з 1845 року, використовував Ведмежий прапор із зображенням чорного ведмедя з червоними кігтями та язиком на червоно-білому фоні, що прямує до червоної зірки прапора форту Саттера. Таким чином, Ведмежий прапор поєднує елементи обох прапорів, що вивішувалися у форті Саттера, а саме Бернського прапора та прапора Нової Гельвеції.
Прапор Бернського високогір'я був створений бернським архітектором Б. фон Ротом[1] і затверджений постановою Виконавчої ради від 29 травня 1953 року як офіційний прапор регіону. Прапор, розроблений для святкування 600-річчя вступу кантону Берн до Конфедерації, повторює орла гасліталя та перевернуті кольори кантону. Орел символізує свободу та історію Оберланду до приєднання до Берна, а перевернуті кольори кантону символізують прихильність до кантону. Прапор не є повністю квадратним, оскільки його розміри становлять 26:23.

## Інші вексилологічні та геральдичні зображення
Прапор також випускається у вигляді орифлами, з хвостом або з плоскою основою. Прапор-орифлама кантонів, на якому у верхній частині зображено прапор кантону, а в нижній частині — кольори кантону, називається «повним» прапором.
Старий прапор Берна або «Старий бернський прапор» (військовий прапор) також піднімається по всьому кантону, зокрема в місті Берн та в Міттельланді.
У його нинішньому вигляді кантональний герб був прийнятий 1974 року. Цей герб використовують кілька кантональних державних служб та установ, зокрема Бернська кантональна поліція. У своїй офіційній комунікації кантон Берн використовує цей же герб у вигляді логотипу, виконаного виключно в чорно-білих тонах і підкресленого чорною або червоною смугою. Таким чином, використовуються тільки червоний і чорний кольори, оскільки це кольори кантону, а жовтий колір навмисно виключений, оскільки «золото не входить до геральдичних кольорів Берна і тому не використовується в логотипі».
Герб можна знайти на задніх номерних знаках транспортних засобів, зареєстрованих у кантоні Берн.

## Галерея зображень

### Історичні зображення

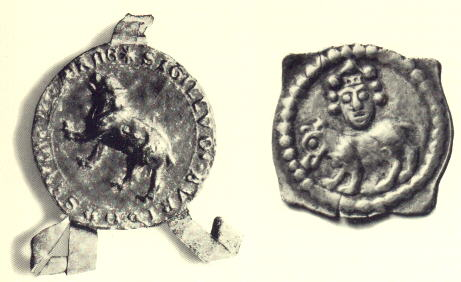
Ліворуч міська печатка Берна 1224 року, праворуч монета
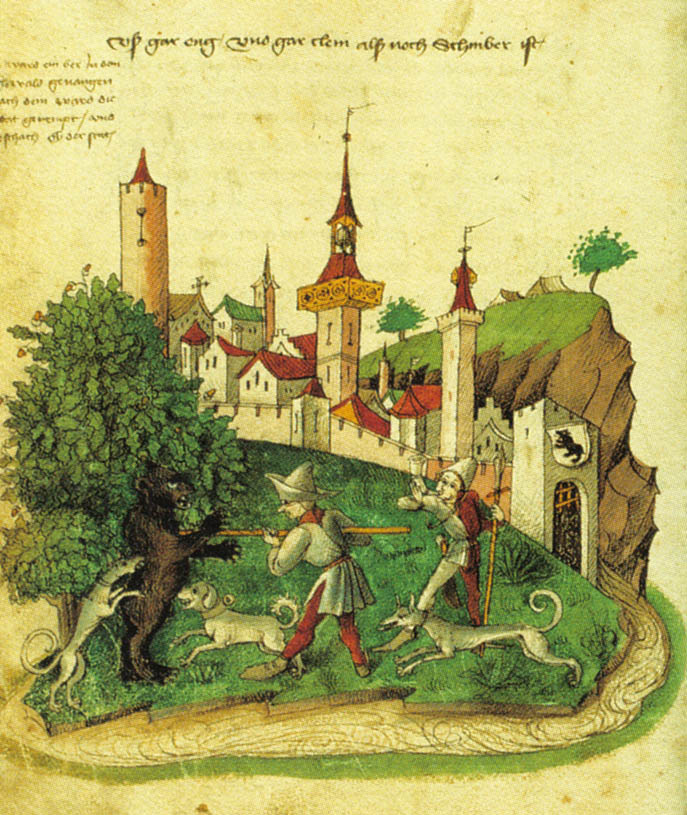
Ілюстрація полювання на бернського ведмедя з Чахтланської хроніки, оригінальний герб над міською брамою
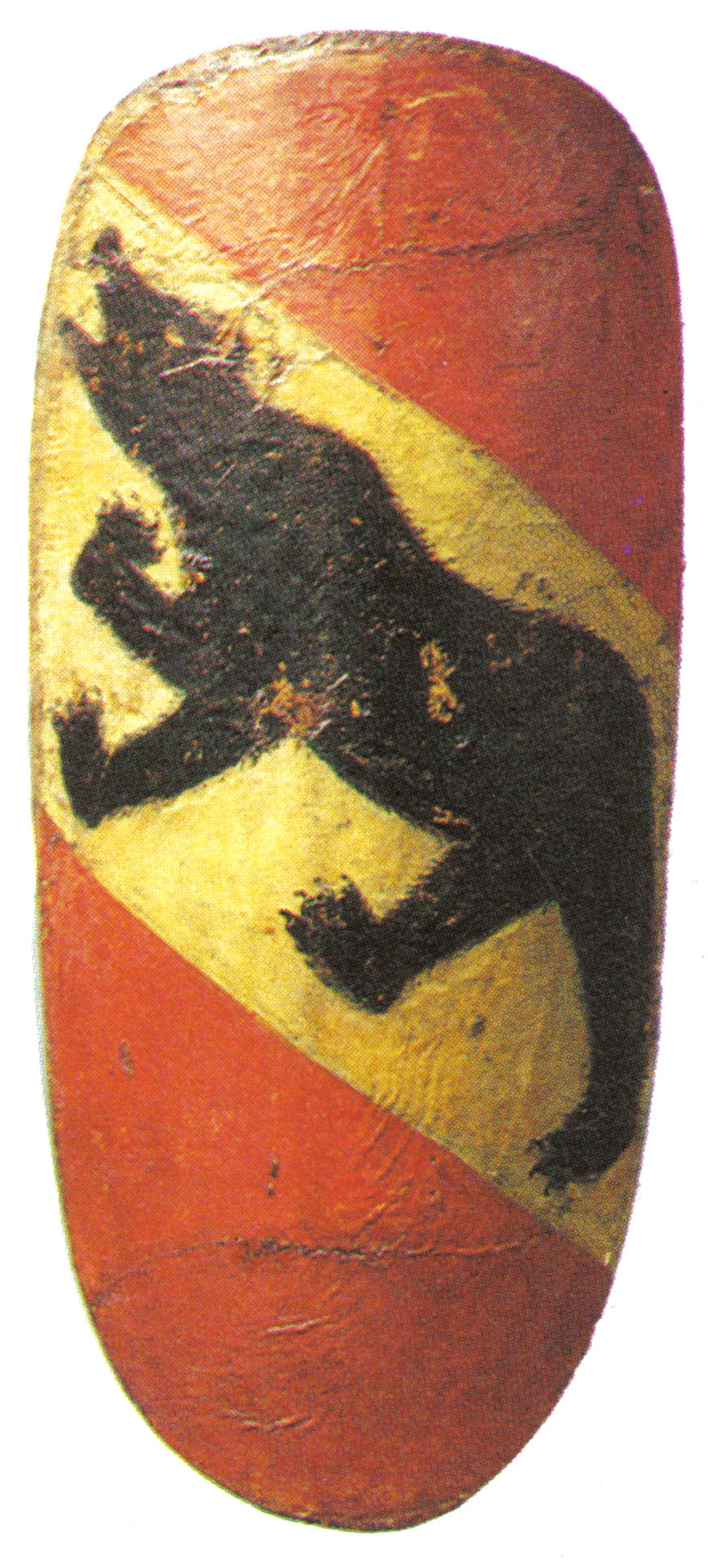
Найдавніше збережене кольорове зображення сучасного герба, щита з XIV століття
Військовий прапор міста та Республіки Берн
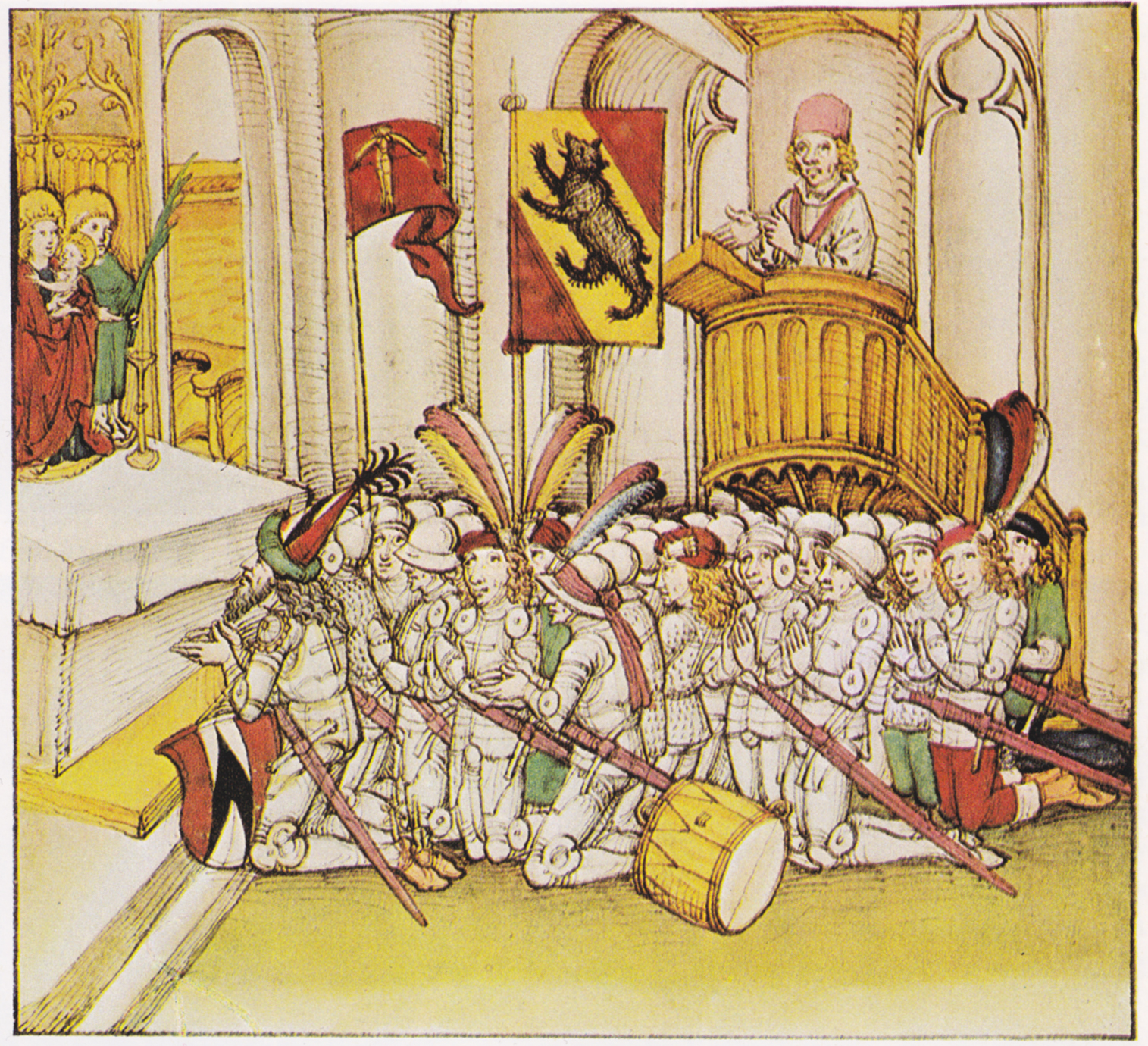
Бернська підготовка Спицького літопису (1485 р.)
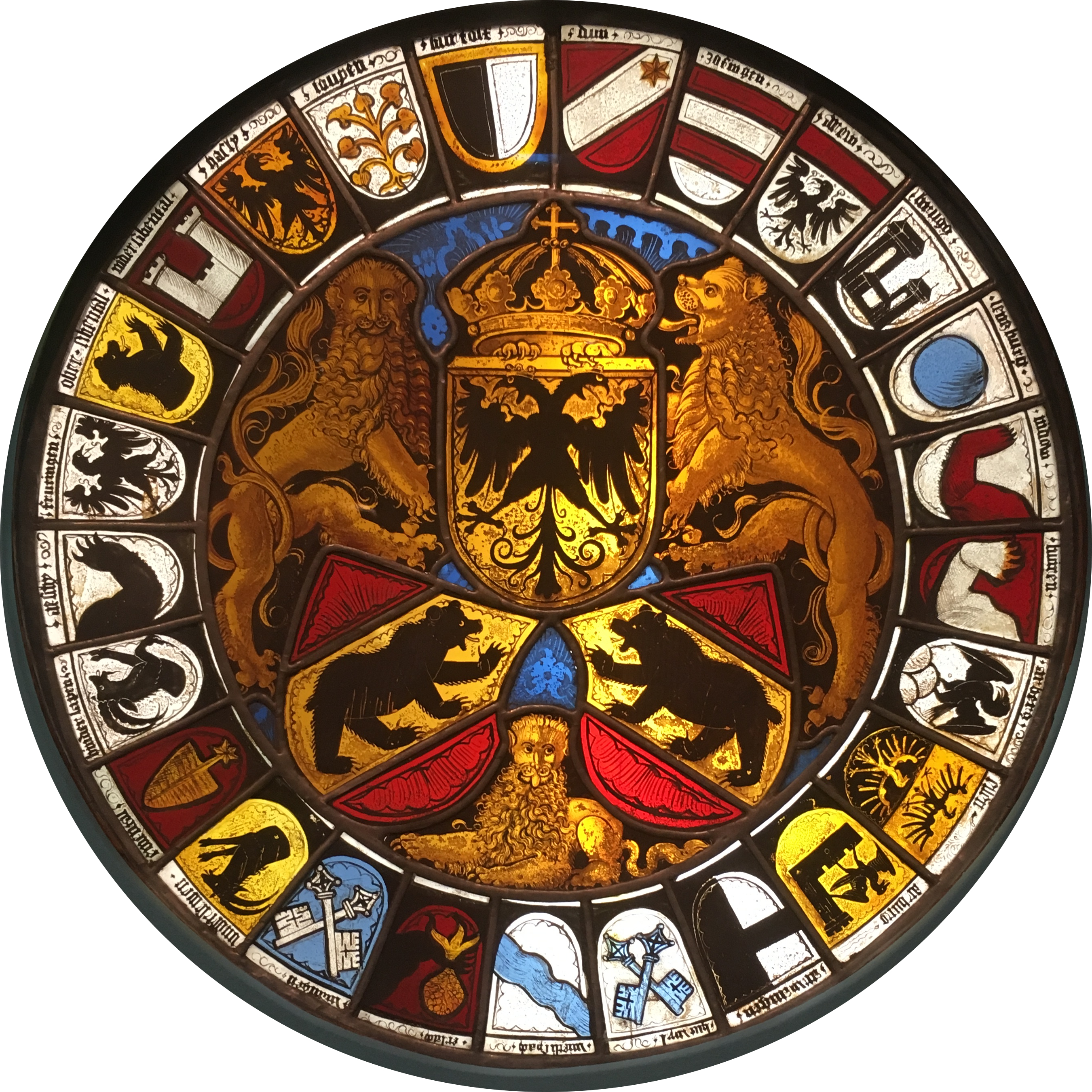
Бернський офіційний диск (з 25 офіційними гербами), близько 1495–1500 років, подарований церкві Св. Михайла вАфольтерні в Емменталі
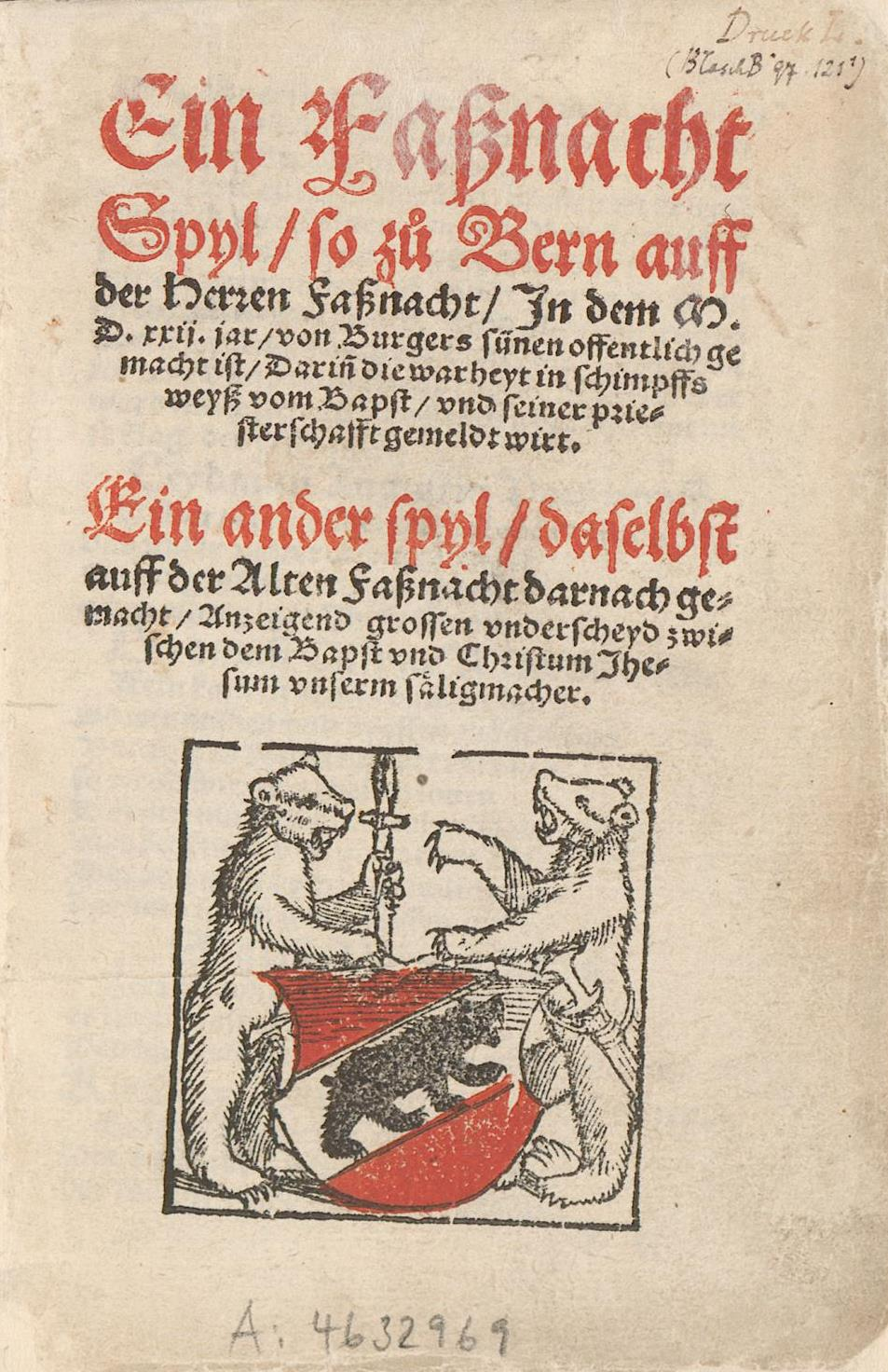
Ніклаус Мануель, «Священнослужительська книга», створена в Берні в 1522 році
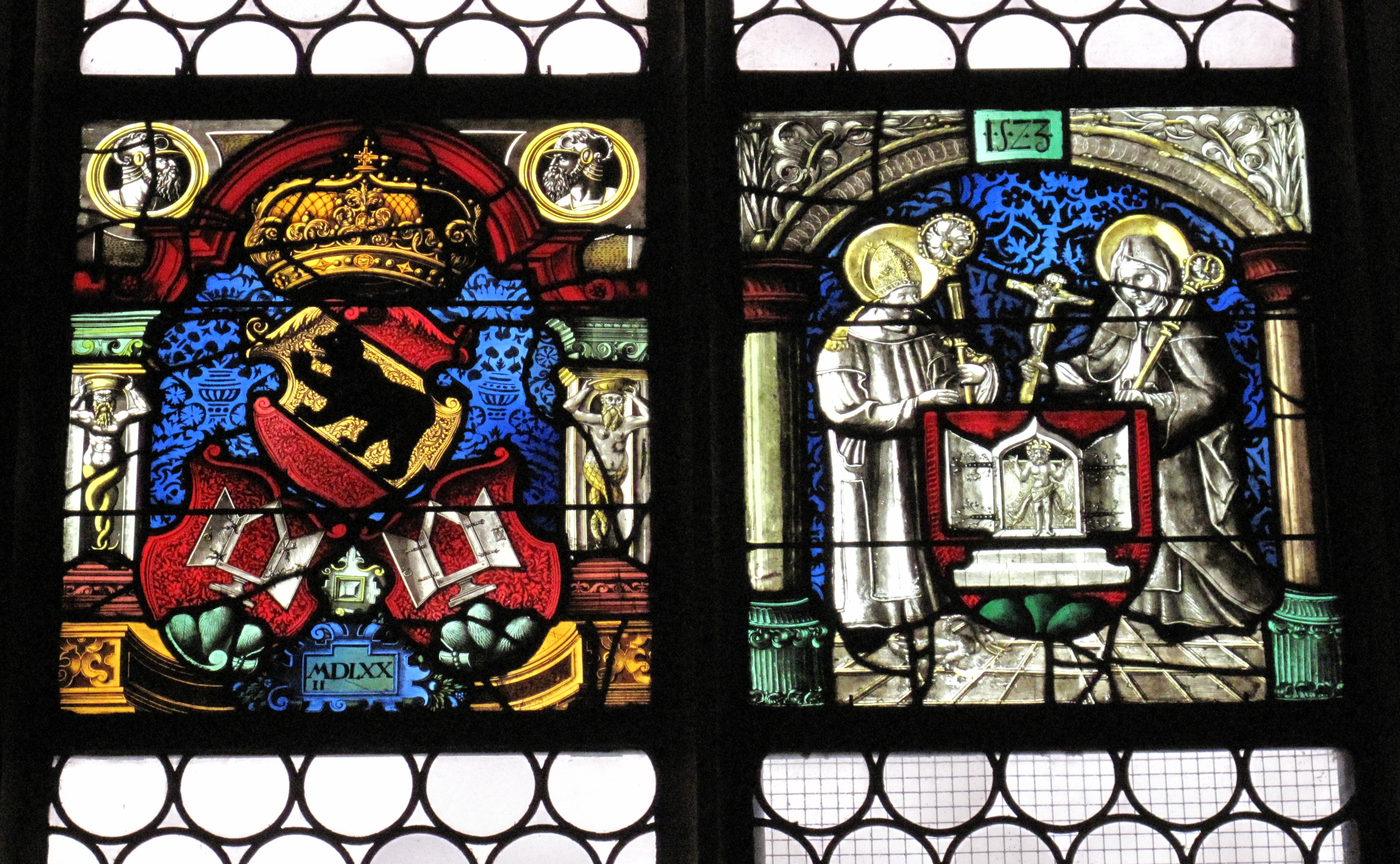
Церква Лігерц, гербові вітражі Ландфальц Торберг, 1572 р.
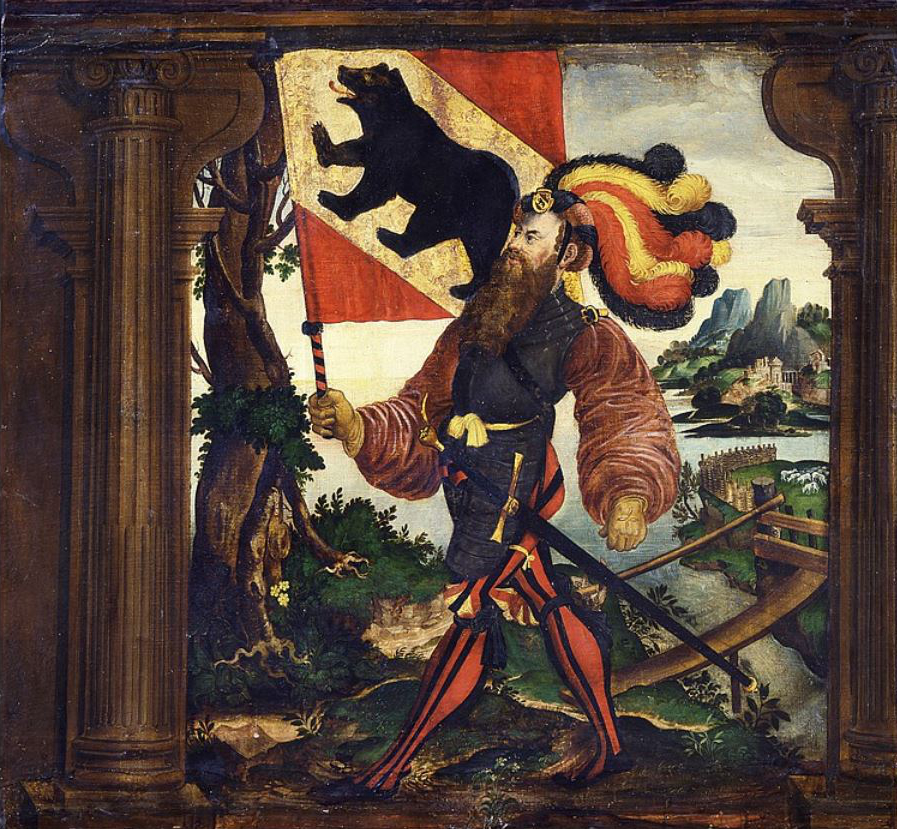
бернський прапороносець (1585 р.)
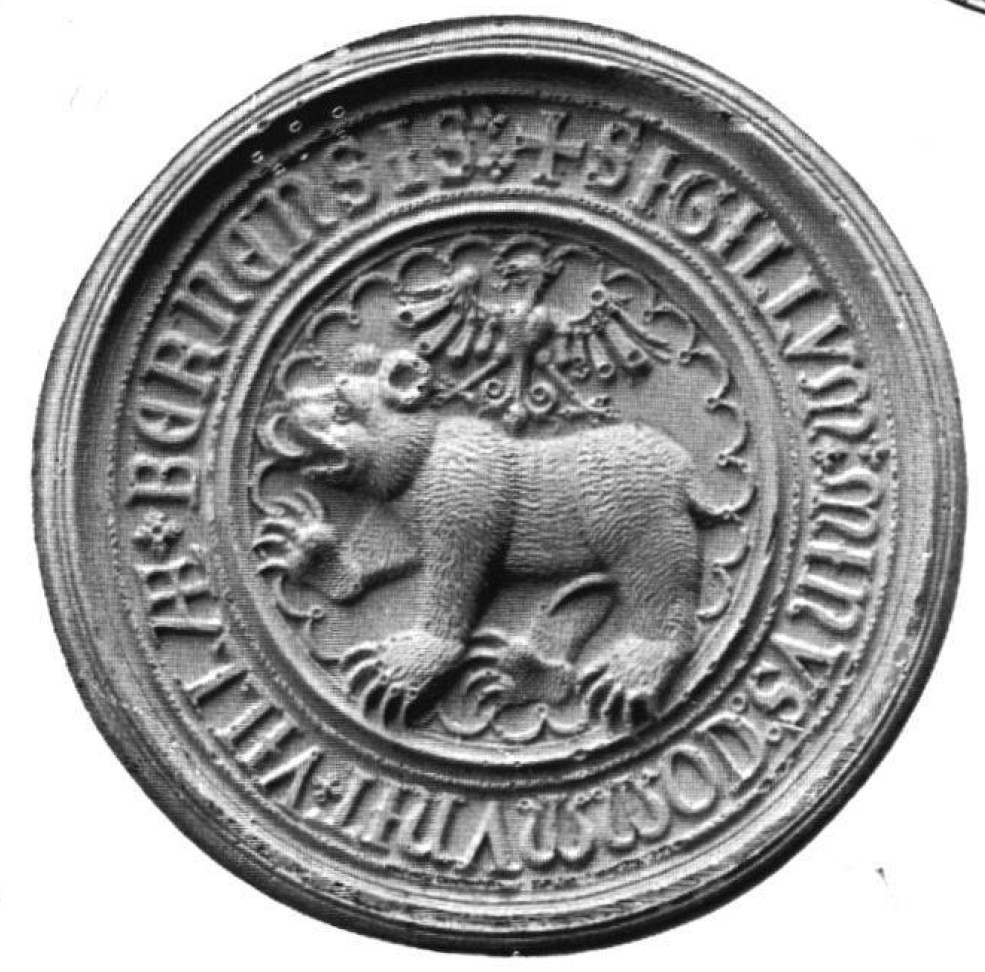
Мала бернська міська печатка 1591 р.
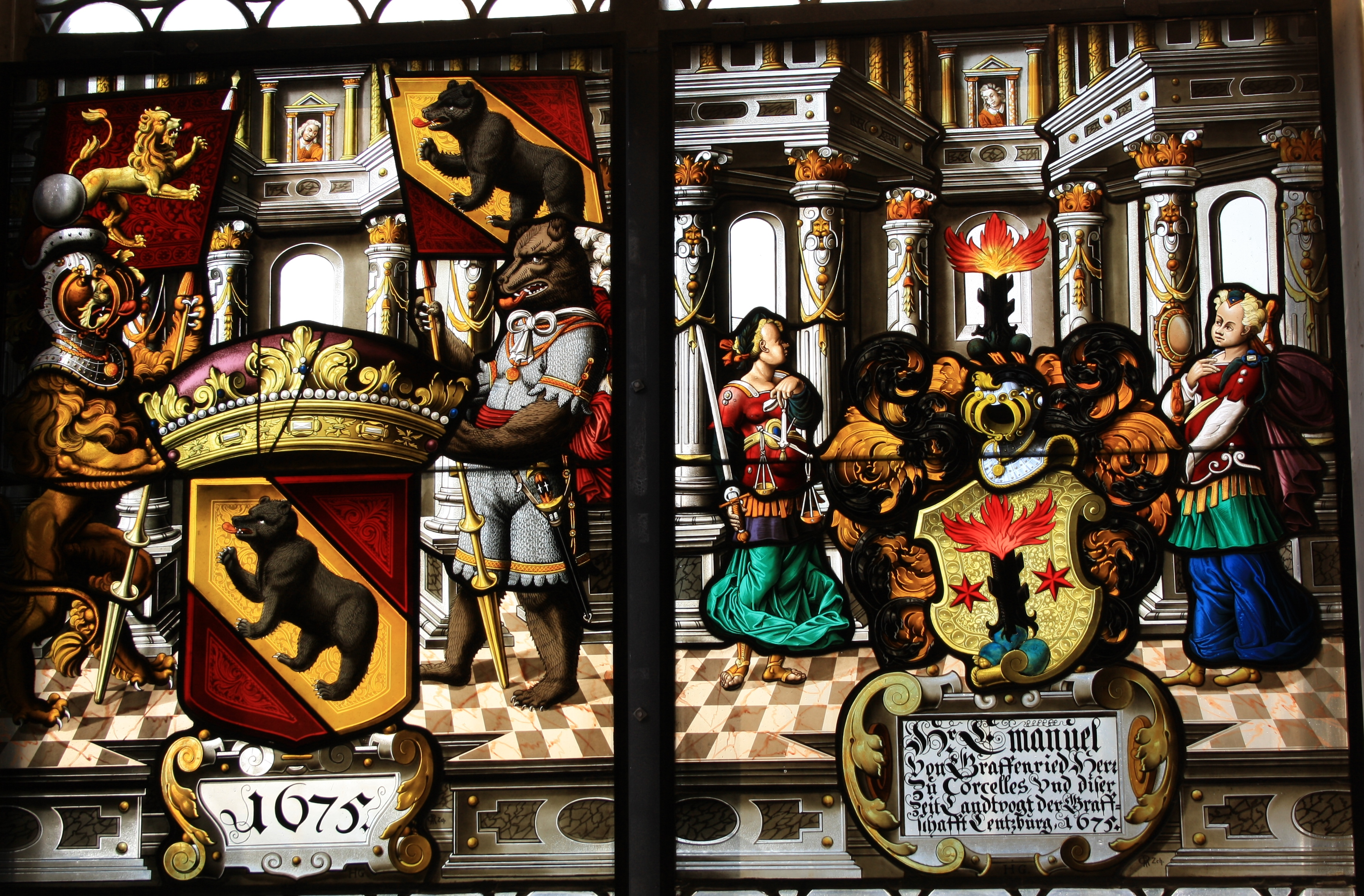
Герб кантону Берн у реформатській церкві Отмарсінгена (1675 р.)
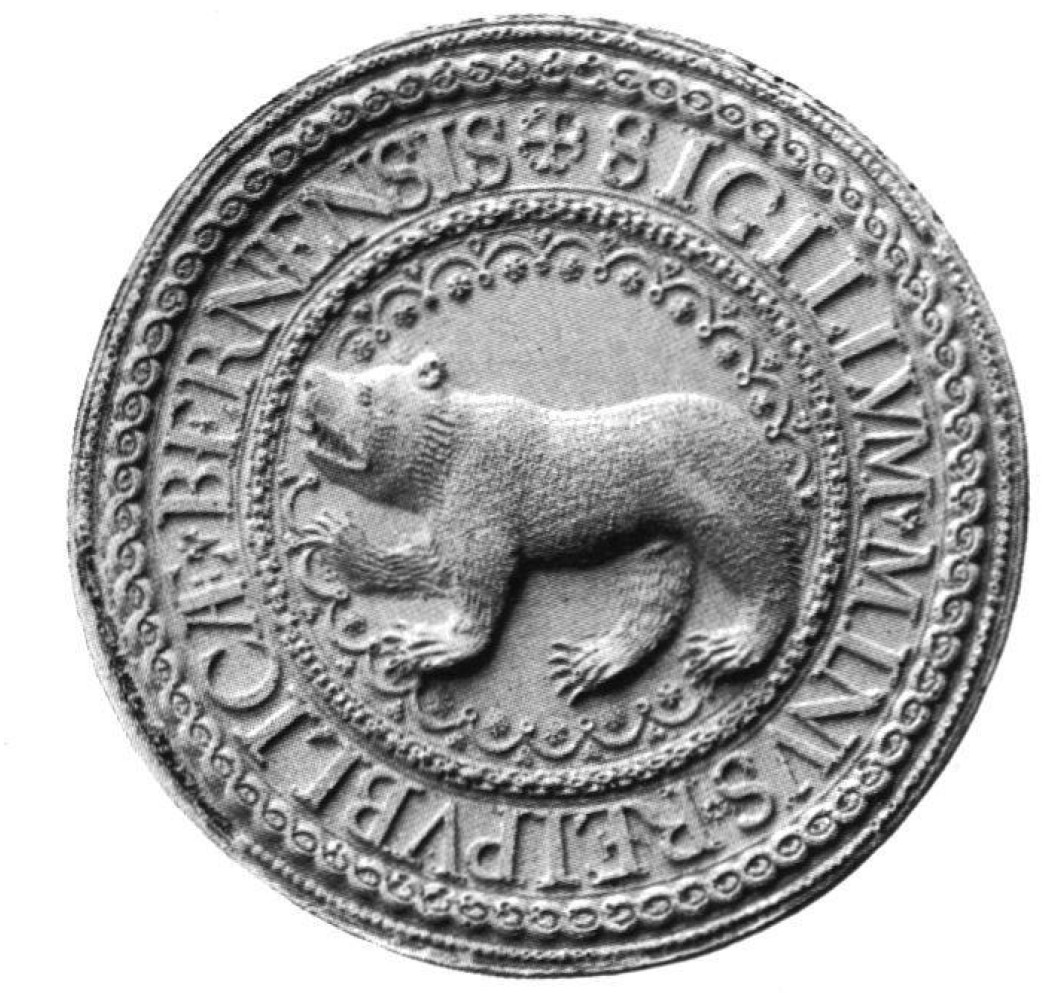
Мала міська печатка Берна (1678 р.)
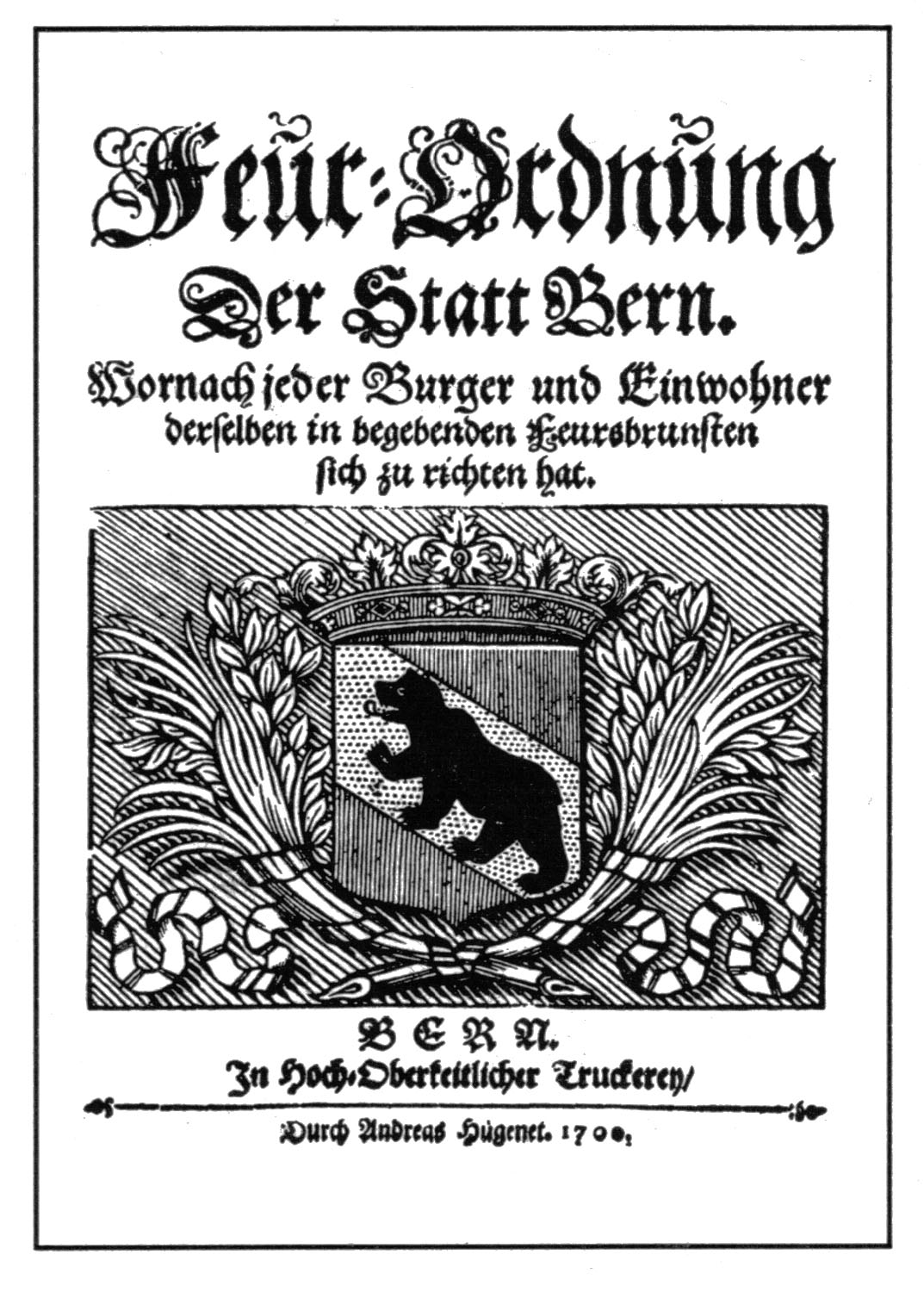
Постанова про пожежі міста Берн, 1709 р.
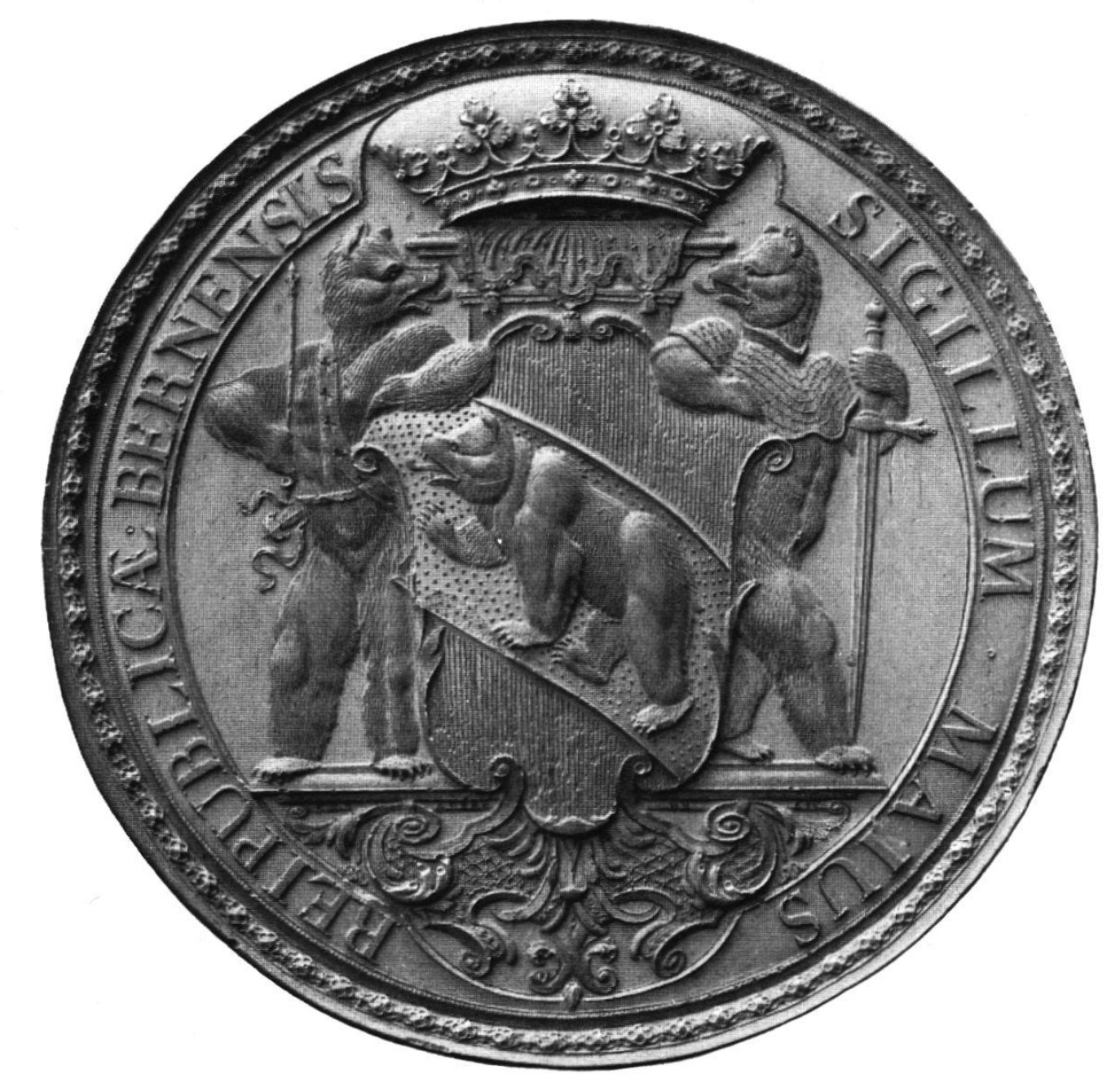
Велика Бернська міська печатка 1716/17 р.
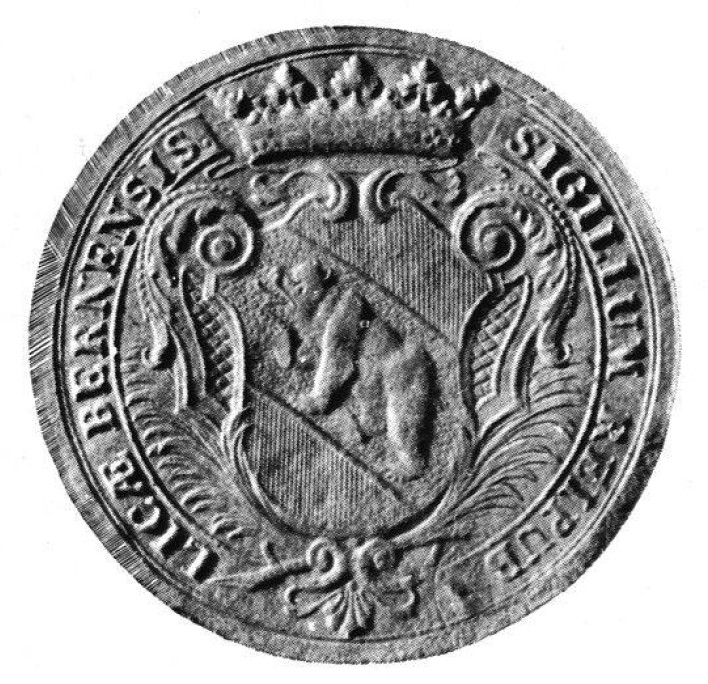
Середня Бернська міська печатка 1737 р.
Офіцерська грамота з гербом Берна (1800 р.)
Військовий диплом з гербом Берна (1830 р.)
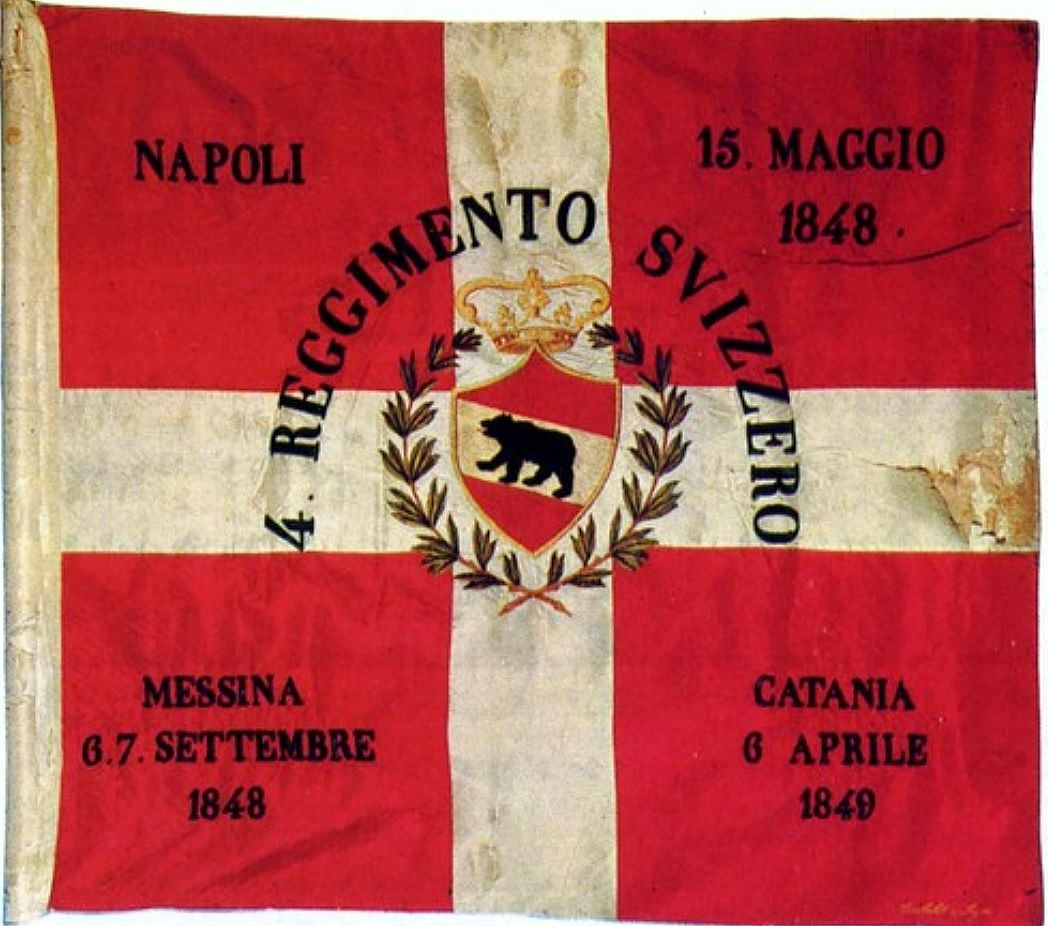
Бічна сторона прапора 4-го швейцарська полка в Неаполітанській слободі (близько 1848 р.)
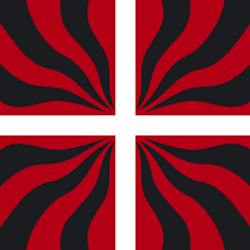
Старий бернський прапор
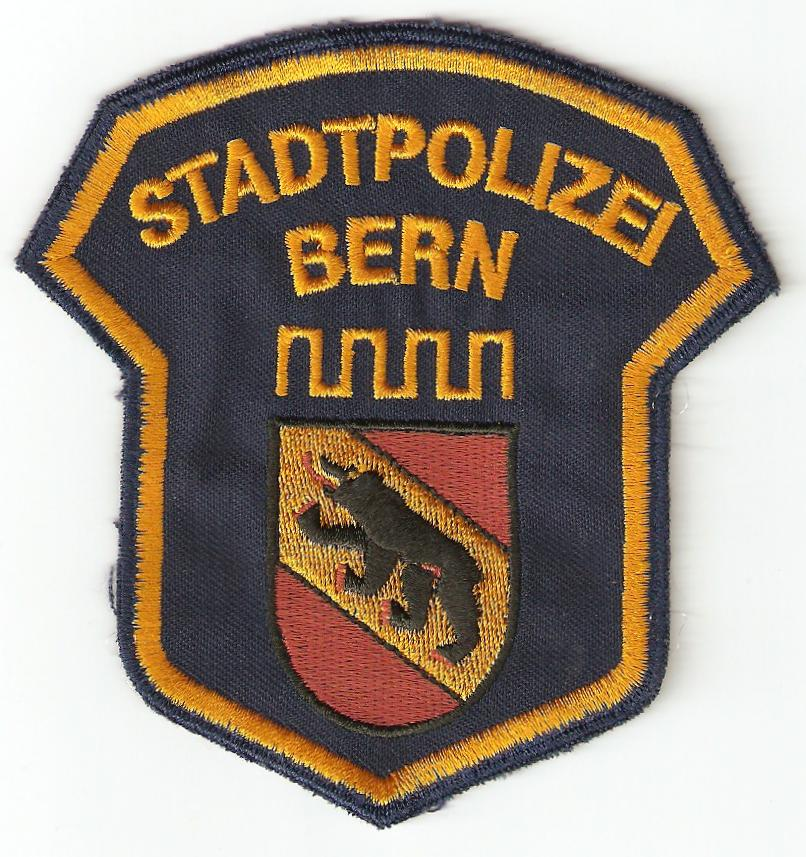
Бернська поліція
Повний бернський прапор
Герб кантону з 1974 року
Логотип, що використовується для офіційного кантонального спілкування
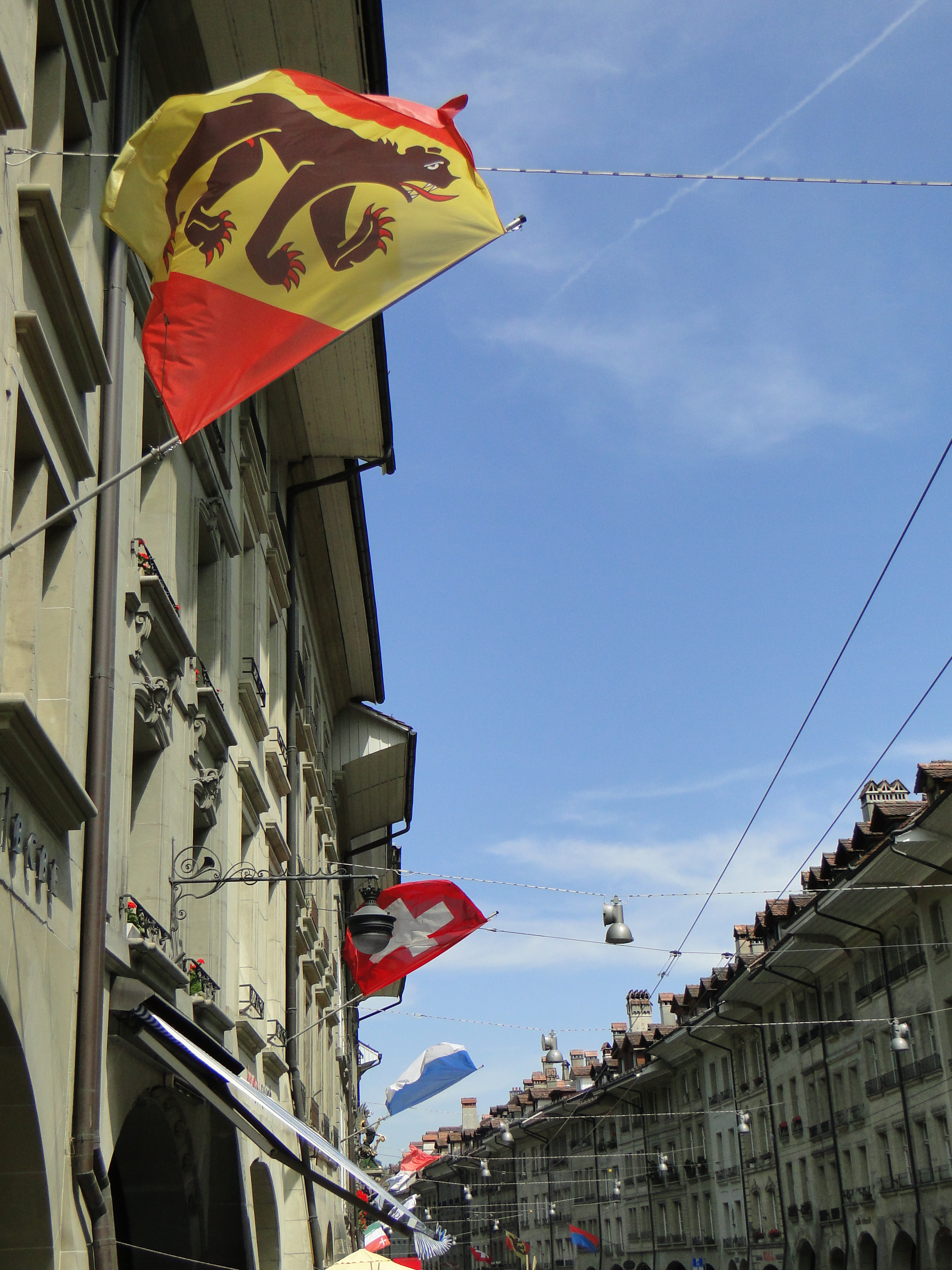
Бернський прапор у місті
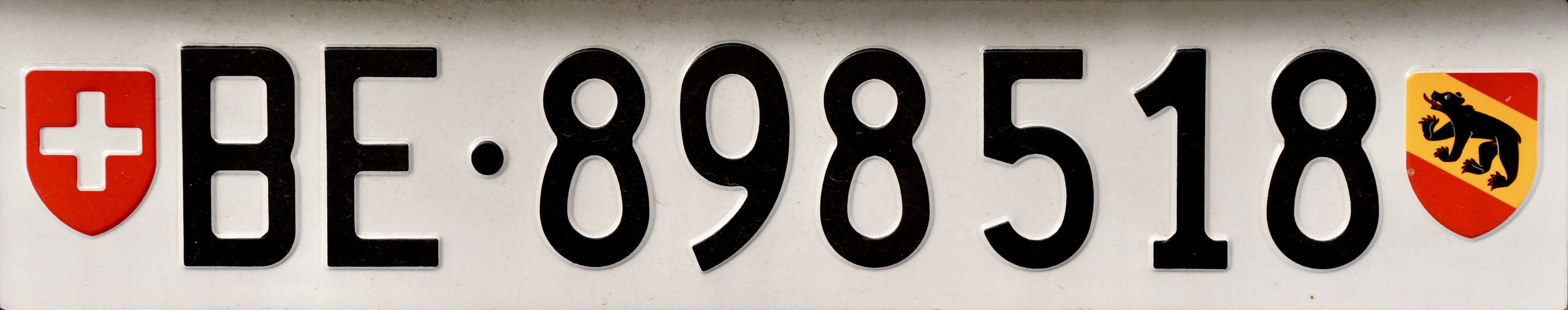
Бернський задній номерний знак

### Адаптація бернського герба та бернського прапора

Герб Нью-Берна,Північна Кароліна,США
Прапор Нью-Берна, Північна Кароліна, США
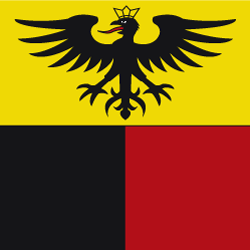
Прапор Бернського високогір'я
Муніципальний прапор Іттігена, зображений однаковими кольорами
Муніципалітет Сент-Джордж, зображений у схожих кольорах